# دانا حلبي
دانا حلبي (ولدت في 18 يناير 1987 في الكويت) هي مغنية وممثلة لبنانية.

## مسيرتها الفنية
تخرجت من المدرسة العليا ودرست تصميم داخلي. بداية شهرتها بأغنية «بص عليا» واخر كليباتها «هلابو». دخلت عالم التمثيل بمسلسل دورة جونية جبيل 2018.

### حياتها الشخصية
لها اخت واحدة واخ واحد فقط. اعتزلت الفن لسنوات بعد زواجها وانجابها (2008)، لتعود مجددآ للغناء بصيف (2016)، بعد فسخ زواجها.

## أعمالها

### في التلفزيون
- بغمضة عين 2017.
- دورة جونية جبيل 2018.
- الهيبة (الحصاد) 2019
- حرملك 2019.
- مفتاح القفل 2020.
- ببساطة ج2 2020.
- العميل 2024

### في السينما
- المهراجا 2018.
- فلفل ابيض 2019.

### الأغاني
- بص عليا
- أنا الأصل
- أي خدمة يا باشا
- أنا دانا
- مية مية
- عشمتني
- شكى بكى
- أحلام الطفولة
- أنت مين
- طق موت
- أموت بالشوكلاتة
- هوة أنا شوية
- آنا حنان
- زفوا العروس
- يا قضامة مغبرة /عالصالحية
- باتنجان
- لبناني على مصري
- الورد الجوري
- نفسي أقتلك
- لسعة
- هلابو

## روابط خارجية
- دانا حلبي على موقع قاعدة بيانات الأفلام العربية